# Chrysler 300 (серія з літерами)
Chrysler 300 (Крайслер 300, серія з літерами) — високо-модифіковані автомобілі класу personal luxury, які випускались Chrysler в США з 1955 по 1965 рік. Після початкового року моделі, яка називалась C-300, автомобілі 1956 року були позначені 300B. Моделям наступних років давали наступну літеру алфавіту в суфікс (пропускаючи «i»), досягнувши 300L до 1965 року, після чого модель була відкинена.
Автомобілі 300 «серії з літерами» були серед тих автомобілів, які зосереджувались на продуктивності, побудованих вітчизняними виробниками після Другої світової війни, і таким чином можуть бути визнаними одними з предків маслкарів, хоча й повнорозмірними і більш дорогими.
Автовиробник почав знову використовувати позначення 300 для розкішних седанів, починаючи з 300M в 1999–2004 рр., і продовживши серію 300 новим 300C оснащеним V8, топ-моделлю запущеної заново лінійки Chrysler 300, новий задньопривідний автомобіль, запущений в 2004 для 2005 модельного року. Неподібні на перші серії «з літерами», наступні варіанти не включали стандартні двигуни, які виробляли як мінімум 300 к. с. (220 кВт), за винятком сучасної топової моделі Chrysler 300C.

## 1955: C-300

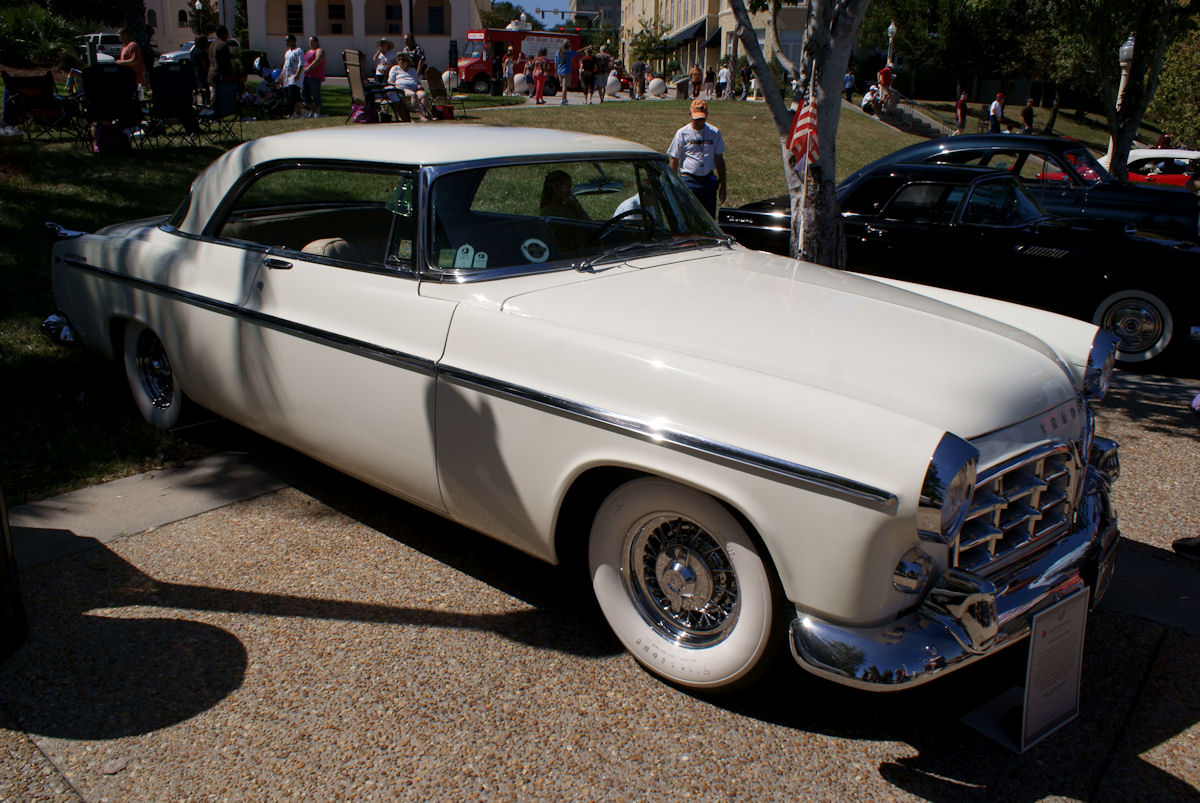
Модель С-300 1955 року

Перші автомобілі серії з літерами не носили букв у індексі, але їх заднім числом називали 300A. Позначення 'C-' було додане до всіх моделей Chrysler; однак для ринкових цілей номерна серія пропустила вперед більше 225 позначок підряд задля подальшого досягнення позначки в 300  к. с. На 300 спочатку стояв двигун з 300 к. с. (220 кВт). C-300 був справжнім гоночним автомобілем, призначеним для кругів NASCAR, який продавався для доріг в цілях омологації, з найпотужнішим двигуном Chrysler, FirePower «Hemi» V8 з 331 куб. дюймом (5.4 л), через напівсферичну форму камер згорання, оснащений двома 4-камерними карбюраторами, розподільним валом спортивного типу, твердими штовхачами клапанів, жорсткішою підвіскою, і продуктивною системою вихлопу. До 1956 року це був перший автомобіль, виготовлений в Америці, з найвищою потужністю в 355 к. с. (265 кВт), і серія з літерами стала на довгі роки найпотужнішим автомобілем, виготовленим в США.

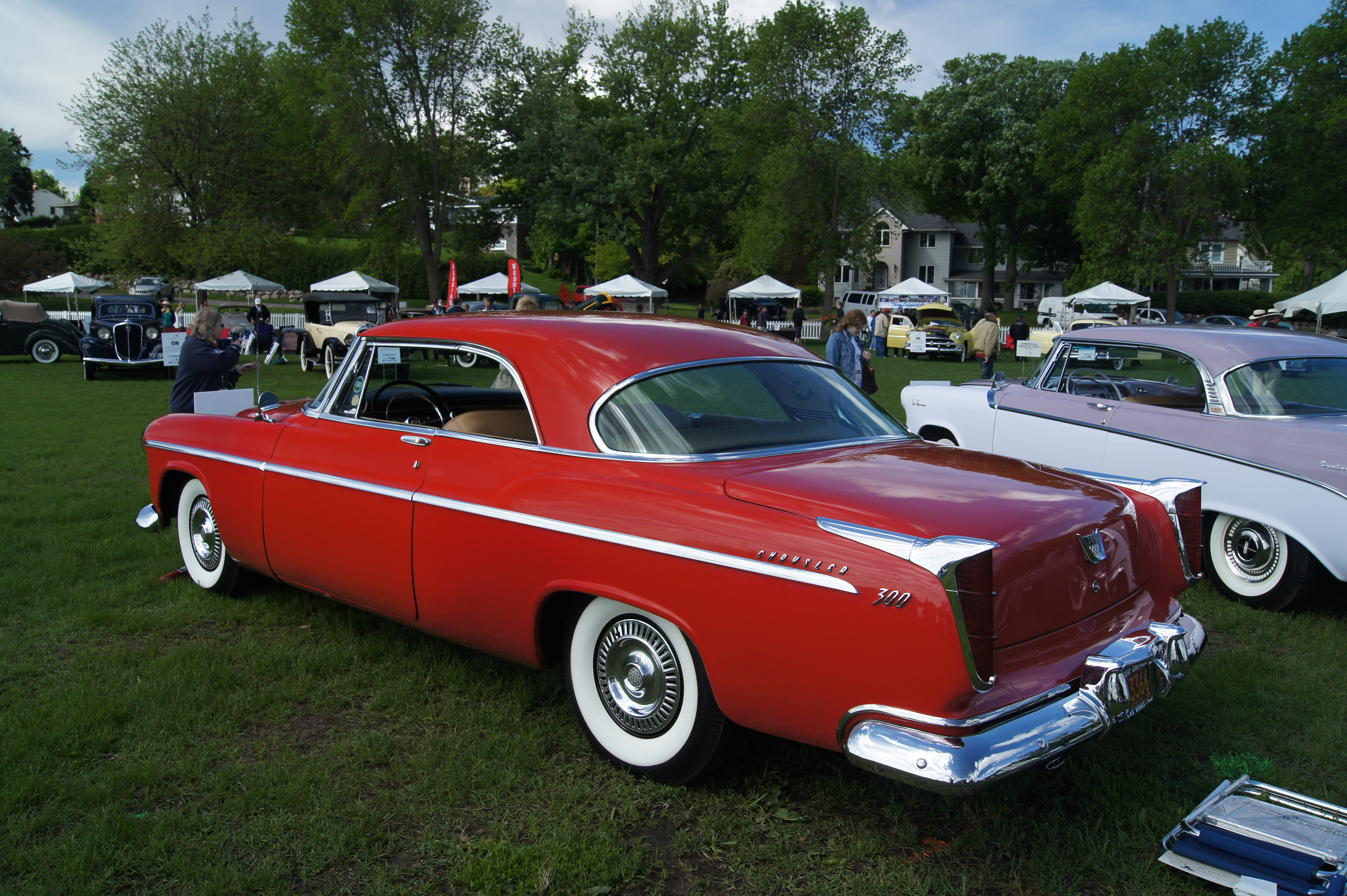

Стиль автомобіля «Forward Look» могли відносити стільки ж до пакету запчастин Chrysler, скільки до дизайнера Вірджила Екснера. Передня панель, включаючи решітку, була взята з Imperial того самого року, але решта частина автомобіля не була схожа на Imperial. Середня частина була від хардтопа New Yorker, із задніми крилами Windsor. Екснер також включив бампери базової моделі Chrysler і видалив багато елементів екстер’єру, такі як вогні заднього ходу, емблема на капоті, бокове оздоблення і зовнішні дзеркала. Електричний годинник і 2-швидкісні двірники вітрового скла були стандартом. Були доступні кілька опцій, включаючи вибір трьох кольорів екстер’єру (червоний, білий і чорний) і лише одного кольору засмаги шкіряний інтер’єр. Електричні склопідйомники і сидіння були доступні, але кондиціонер не був доступним в 1955 році.
Виміряний в 127.58 миль/год. (205.32 км/год.) в Летючій Милі, і маючи успіх в NASCAR, C-300 пробудив інтерес, який не відбився в своїх скромних продажах 1,725 автомобілів.
Коли C300 змагався в NASCAR, він був пофарбований для реклами «найшвидшого в світі серійного автомобіля», яким саме і був.

## 1956: 300B

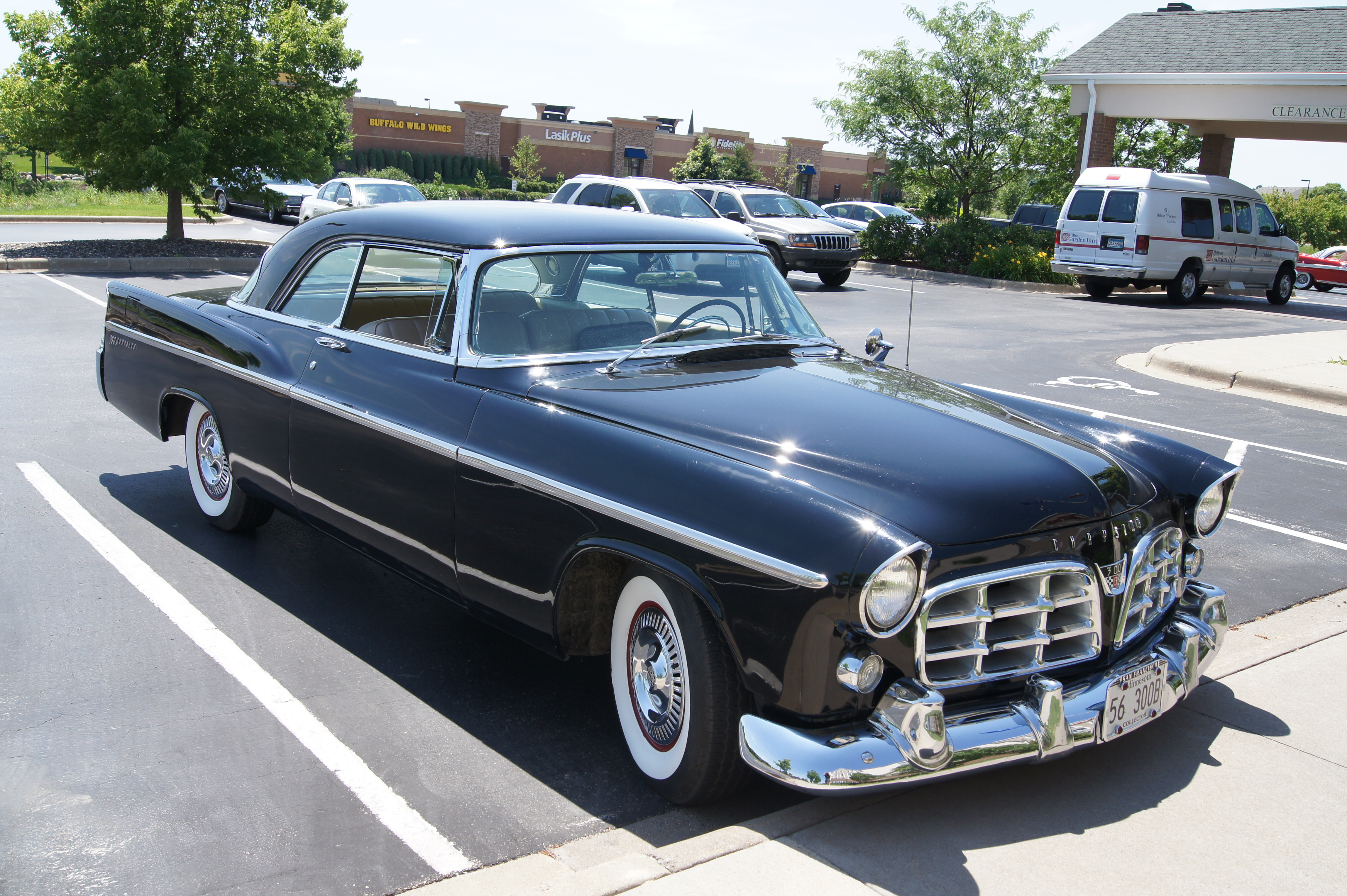
Модель 300B 1956 року

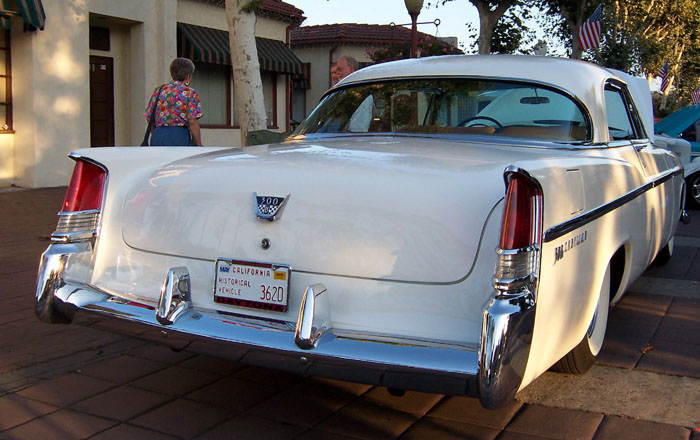

300B 1956 року був досить подібним зовні, відрізняючись лише новими плавниками, але з більшими двигунами, двома моделями Hemi V8 з 354 куб. дюйми (5.8 л) з або 340, або 355 к. с. (254 чи 265 кВт). Супутник цієї генерації був представлений як DeSoto Adventurer, який був менш розкішним, але ділив більшу частину механіки, даючи DeSoto покращену в роботі модель. В сумі було продано1,102 автомобілі. Продуктивність була дещо кращою аніж попереднього року, будучи виміряною в майже 140 миль/год. (225 км/год.). Співвідношення заднього кінця в 6.17 також було додане до опцій. Простір для ніг спереду склав 44.6 дюймів. Новинкою був Highway Hi-Fi фонографічний програвач.
З опційним двигуном в 355 к. с. (265 кВт) 354 куб. дюймами (5.8 л), 300B став першим автомобілем Америки, який виробляв 1 к. с. на куб. дюйм, переважаючи Chevrolet з його інжекторним в 283 куб. дюйми (4.6 л) на один рік.

## 1957: 300C

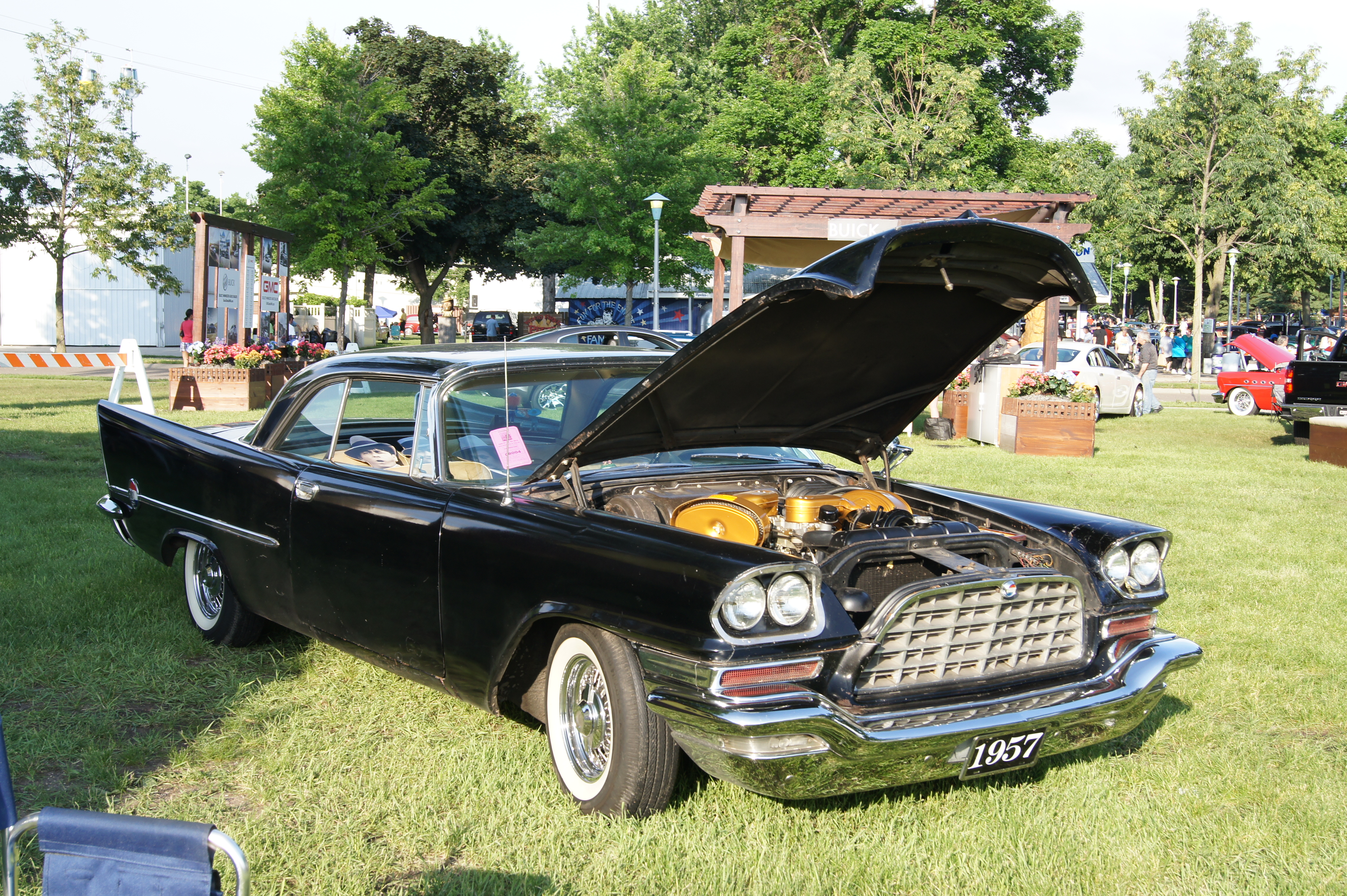
Модель 300C 1957 року

300C 1957 модельного року був оновлений, маючи широку «зяючу» решітку радіатора і більші плавники. Двигун Hemi був модернізований до 392 куб. дюймів (6.4 л) з 375 к. с. (280 кВт), чи лімітована версія з 390 к. с. (290 кВт) (побудовано 18 машин). Кабріолет був вперше доступний. Автомобіль мав кілька червоно-біло-синіх медальйонів 300C на боках, капоті, багажнику й інтер’єрі. 1,918 купе і 484 кабріолети були побудовані. Кондиціонер був опцією за $495.

## 1958: 300D

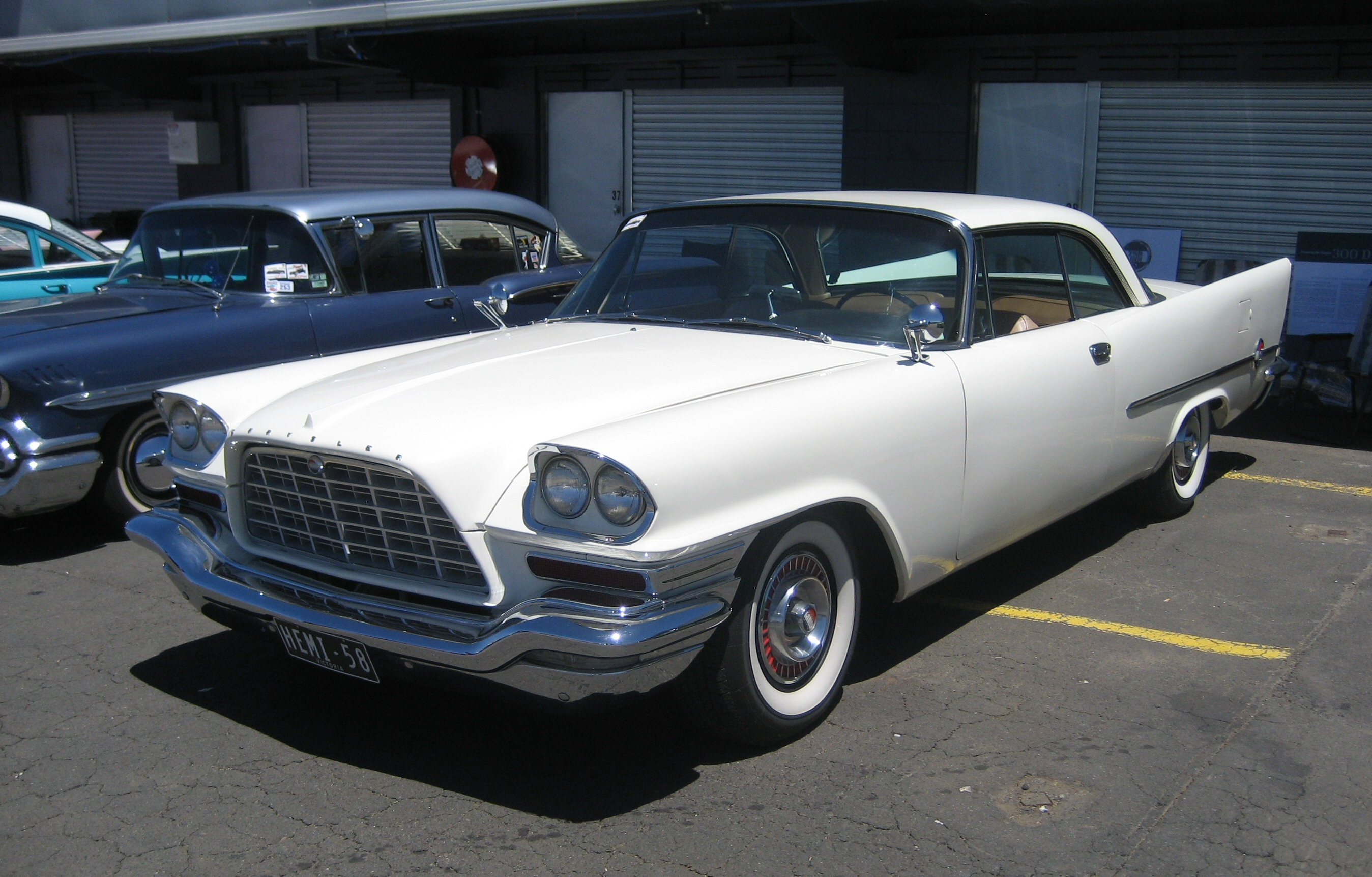
Модель 300D 1958 року

1958 модельний рік став останнім, в якому на моделі 300 використовували двигун FirePower Hemi. Двигун все ще мав 392 куб. дюйми (6.4 л), але зріс в стандарті до 380 к. с. (280 кВт). Було збудовано 35 автомобілів з інжекторним двигуном і характерними 390 к. с. (290 кВт), але система була клопіткою і більшості машин її скоро замінили стандартними 2-4-камерними карбюраторами. A 300D розігнався до 156.387 миль/год. (251.680 км/год.) на Bonneville Salt Flats того року. В сумі 618 хардтопів і 191 кабріолет були виготовлені, частково через рецесію в економіці.

## 1959: 300E

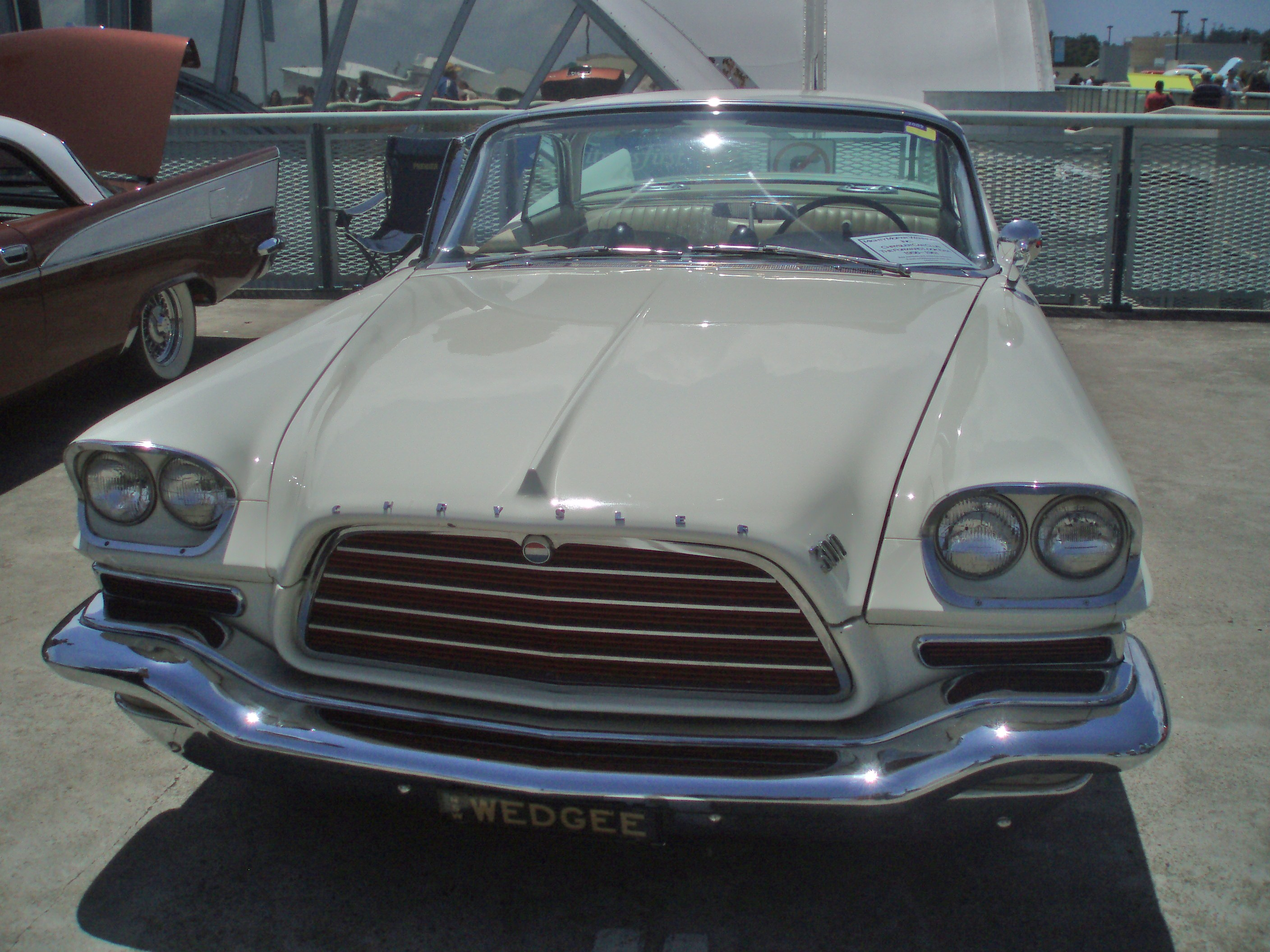
Модель 300E 1959 року

1959 модельний рік побачив заміну двигунів Hemi на нові Golden Lion Wedgehead V8 Крайслера з об’ємом в 413 куб. дюйми (6.8 л) (який Chrysler назвав «серце лева»). Вихід сили залишився практично тим самим в 380 к. с. (280 кВт). Сумарні продажі склали 522 купе і 125 кабріолетів. Електричні поворотні сидіння були стандартом.

## 1960: 300F

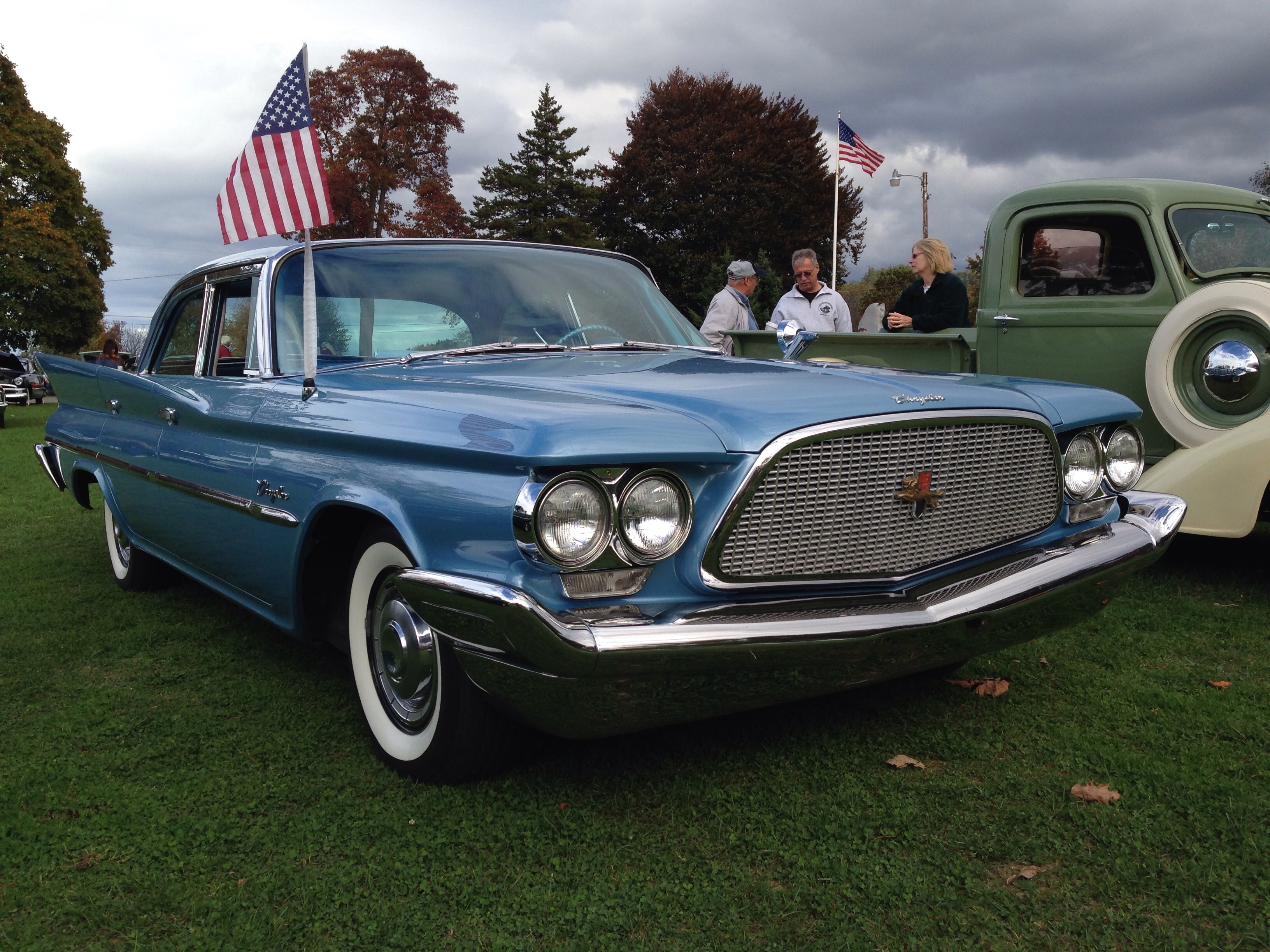
Модель 300F 1960 року

1960 300F представив новий 413 куб. дюймовий (6.8 л) двигун Wedge з властивими 375 к. с. (280 кВт) в стандарті. Задля збільшення потужності на нижчих і середніх об./хв., був введений спеціальний впускний колектор типу «cross-ram». Замість нормального двигуна V8 з центральним впускним колектором і карбюраторами на верху, cross-ram складався з двох пар 30-дюймових (760 мм) довгих вдосконалених труб, які перехрещувались так, щоб кожен набір годував протилежну сторону двигуна. Карбюратори і очищувачі повітря звисали з боків двигуна, над кожухами коліс. Ці довгі труби були налаштовані так, щоб резонанси в стовпі повітря допомагали втискати повітря в циліндри на таких оборотах двигуна. Також новими були чотири індивідуальні шкіряні сидіння, з повною довжиною центральної консолі від панелі приладів до заднього сидіння. Поворотні передні сидіння монтувались в стандартному обладнанні.

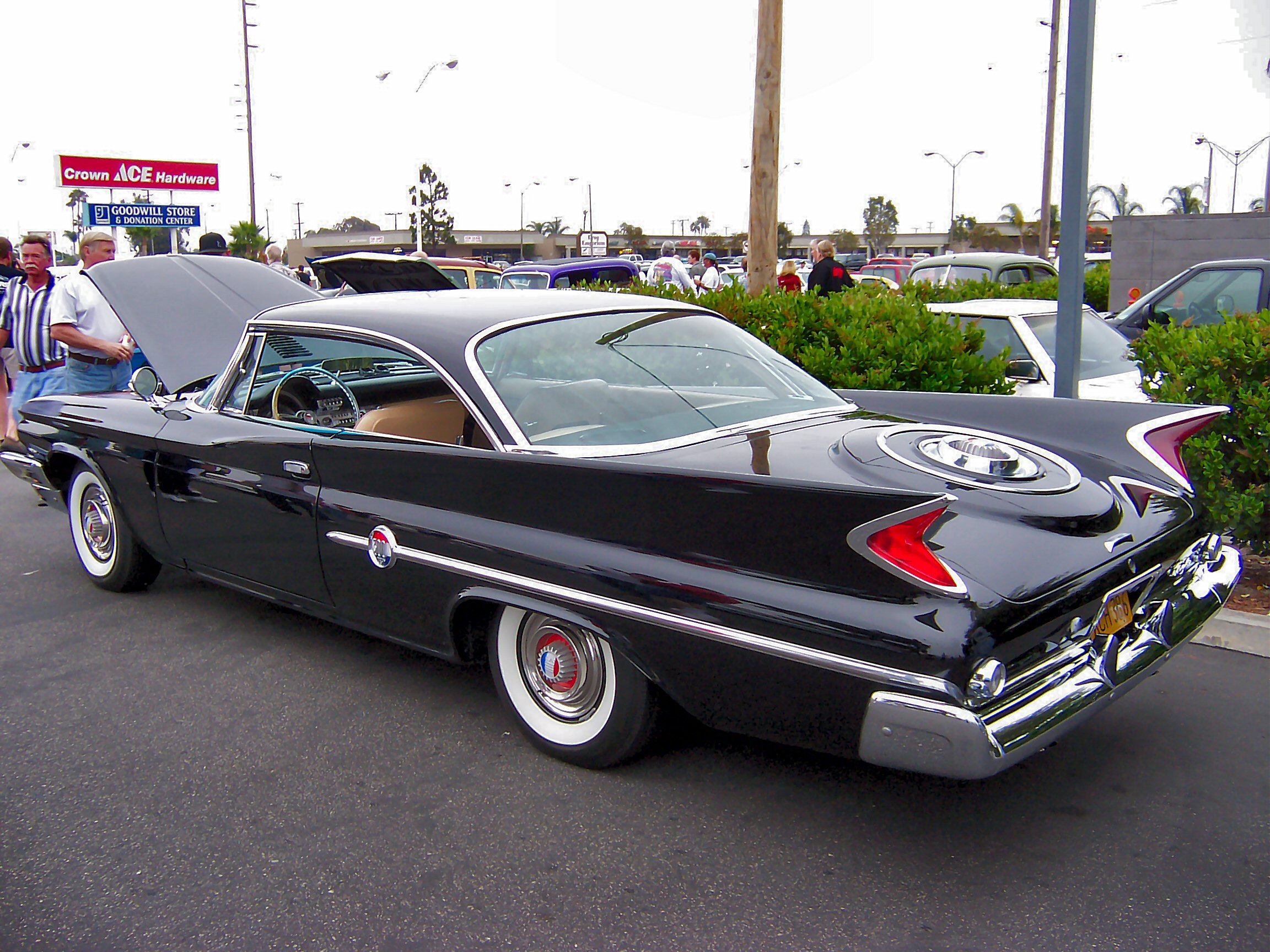

Спеціальна версія "short ram" 400 к. с. (300 кВт) виготовлялась для змагань; в ньому, вдосконалена частина труб була лише 15 дюймів (380 мм) довжини (хоча загальна довжина труби залишалась 30 дюймів), так щоб резонансний ефект вироблявся на вищих оборотах двигуна. Було виготовлено лише 15 автомобілів з двигуном «short ram»; вони також були оснащені екзотичною, але дуже клопіткою французькою 4-ступеневою ручною трансмісією Pont-a-Mousson, вдосконаленою для Facel Vega, оснащеної Chrysler. Відомо про існування приблизно 4 таких «Special GT», включаючи кабріолет і автомобіль з кондиціонером; вважається, що насправді було виготовлено 15 машин.
Кузов був оновлений в 1960 році, використовуючи нову легку цільну конструкцію Chrysler, і мав передок з гострішим краєм, з вигнутими назовні хвостовими плавниками, які були візуально відокремлені від боків. Штампування на багажнику «туалетне сидіння» сприяла принизливій позиції 300F і була усунена після року виробництва.
Продажі збільшились до 969 купе і 248 кабріолетів.

## 1961: 300G

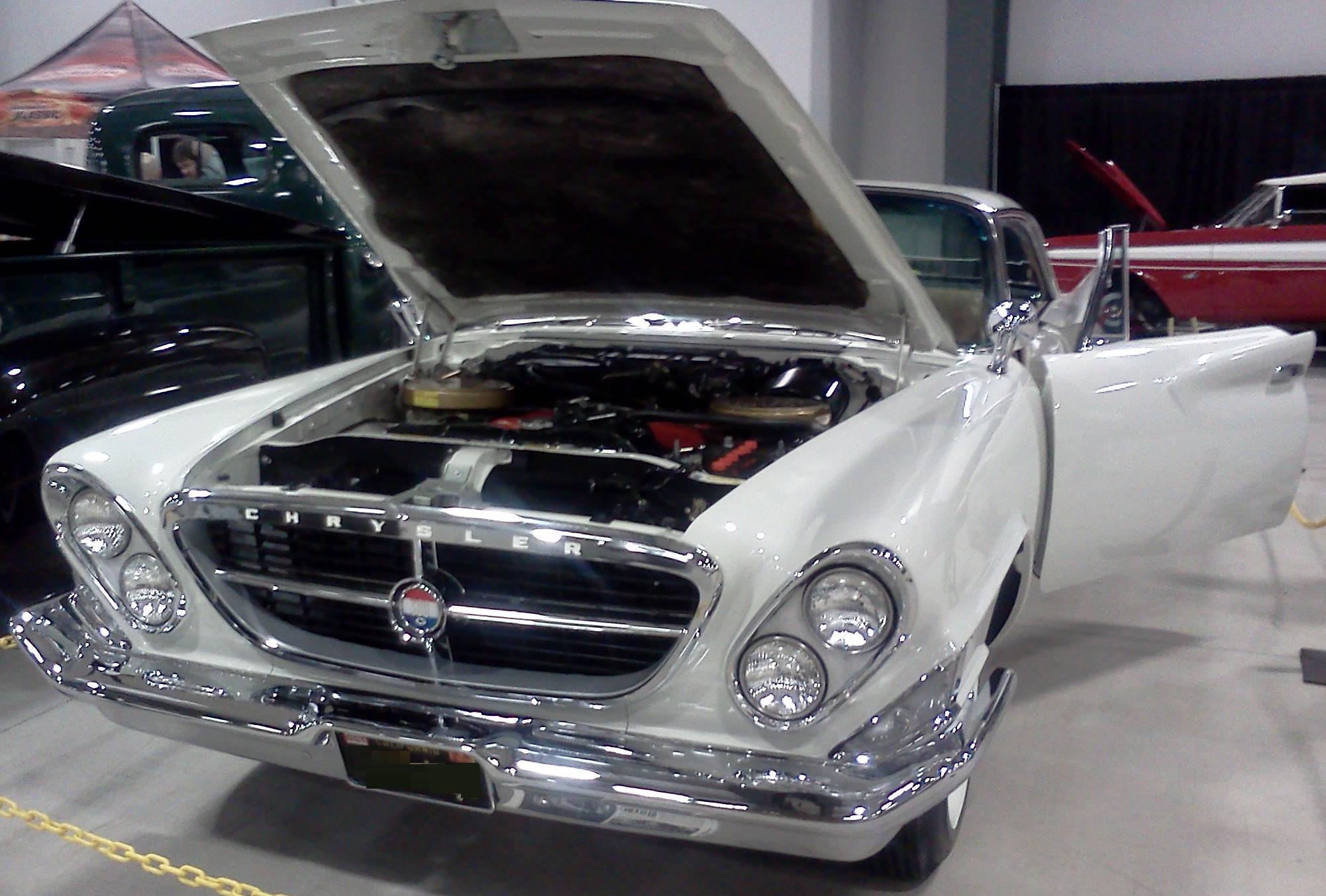
Модель 300G 1961 року

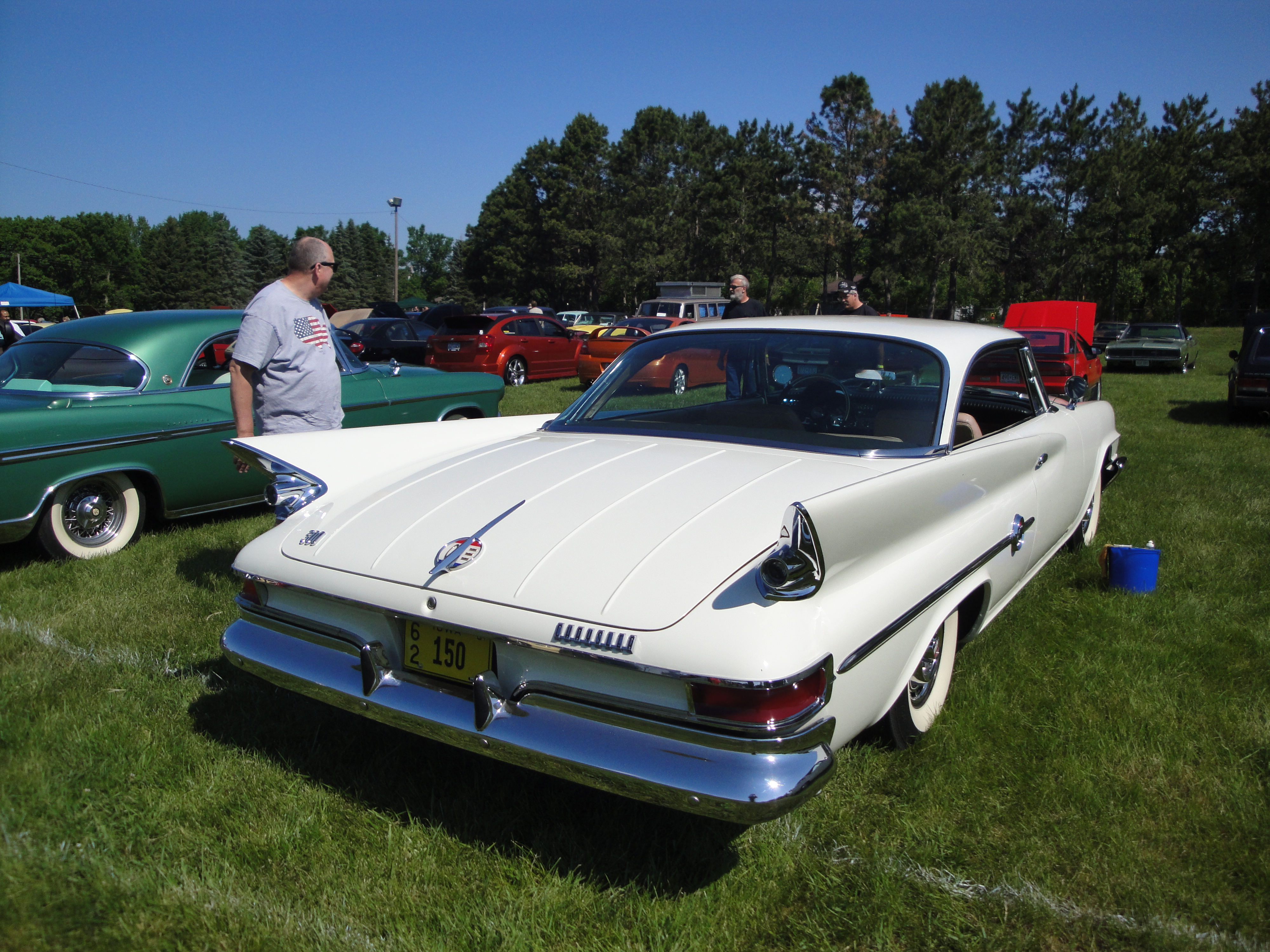

300G 1961 року побачив чергове оновлення. Решітка радіатора, в минулому ширша внизу аніж вгорі,була перевернута; чотири круглі фари, які в минулому стояли обабіч, були скомпоновані під кутом, всередину вниз, в подібній манері Лінкольнів 1958-1960, і Б’юїків 1959 року. Малі лампи паркування під фарами були також скошені і мали V-подібну форму, і передній бампер був скошений вгору по краях. Ззаду, задні ліхтарі були переміщені з плавників до місця під ними, і плавники стали гострішими. Електричні склопідйомники були стандартом.
В механіці, двигуни cross-ram «короткий» і «довгий» залишились тими самими, щоправда дорога французька ручна трансмісія була відкинена, і замінена більш надійною і все ще дорогою гоночною ручною трансмісією Chrysler (відноситься до «опційного коду 281»). Сьогодні залишилось тільки п’ять автомобілів з цією трансмісією. Один автомобіль з кодом 281 був збудований для Daytona Flying Mile 1961 року, щоправда, як і F Special 1960 року, жодних особливих рекордів Chrysler не встановив. На відміну від 300F Special (які були випадково витягнуті з лінії і вдосконалені для Flying Mile), 300G мали особливий код випуску (281).
В сумі було збудовано 1,617 автомобілів за 1961 рік.

## 1962: 300H

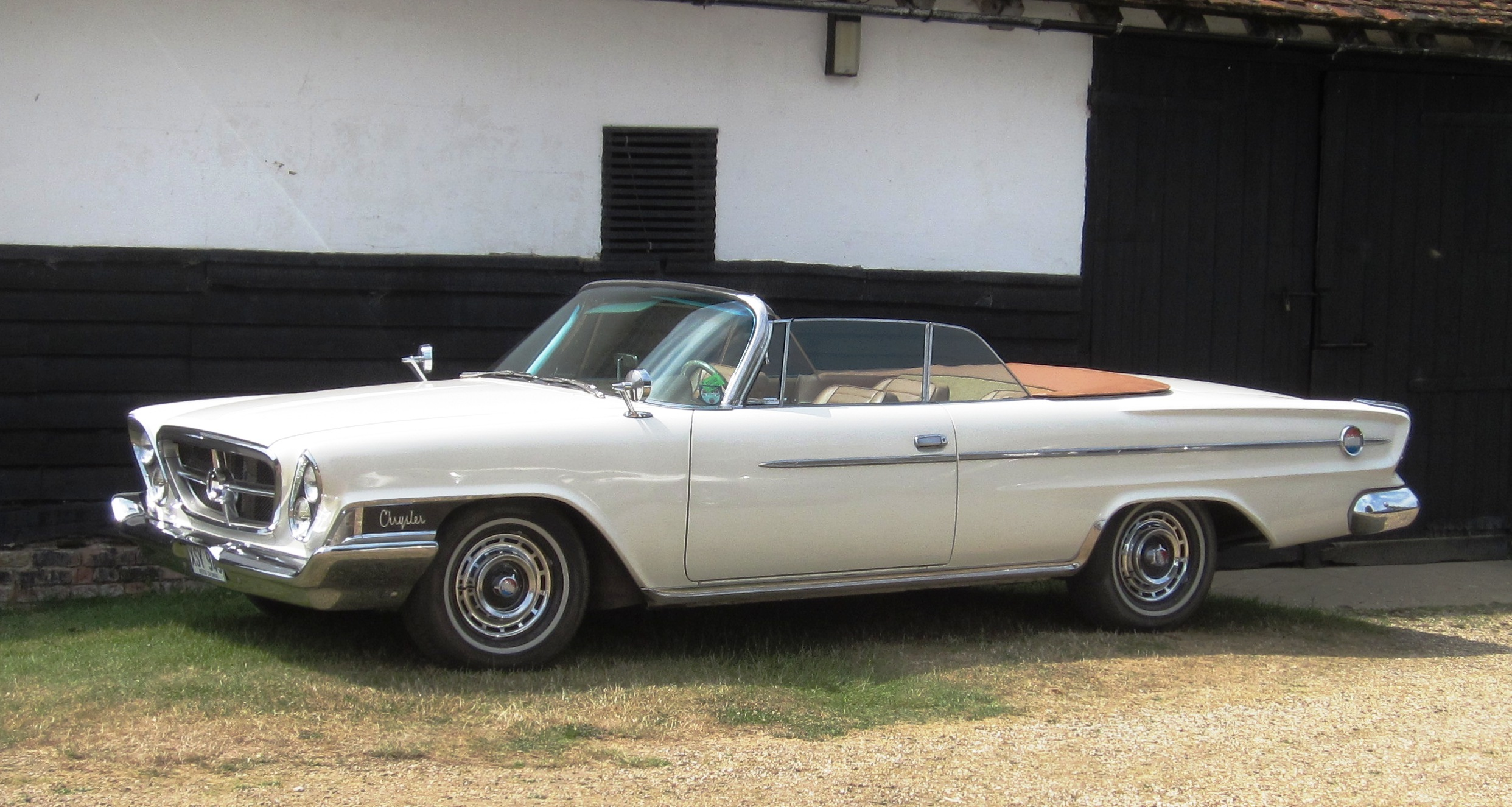
Модель 300H 1962 року

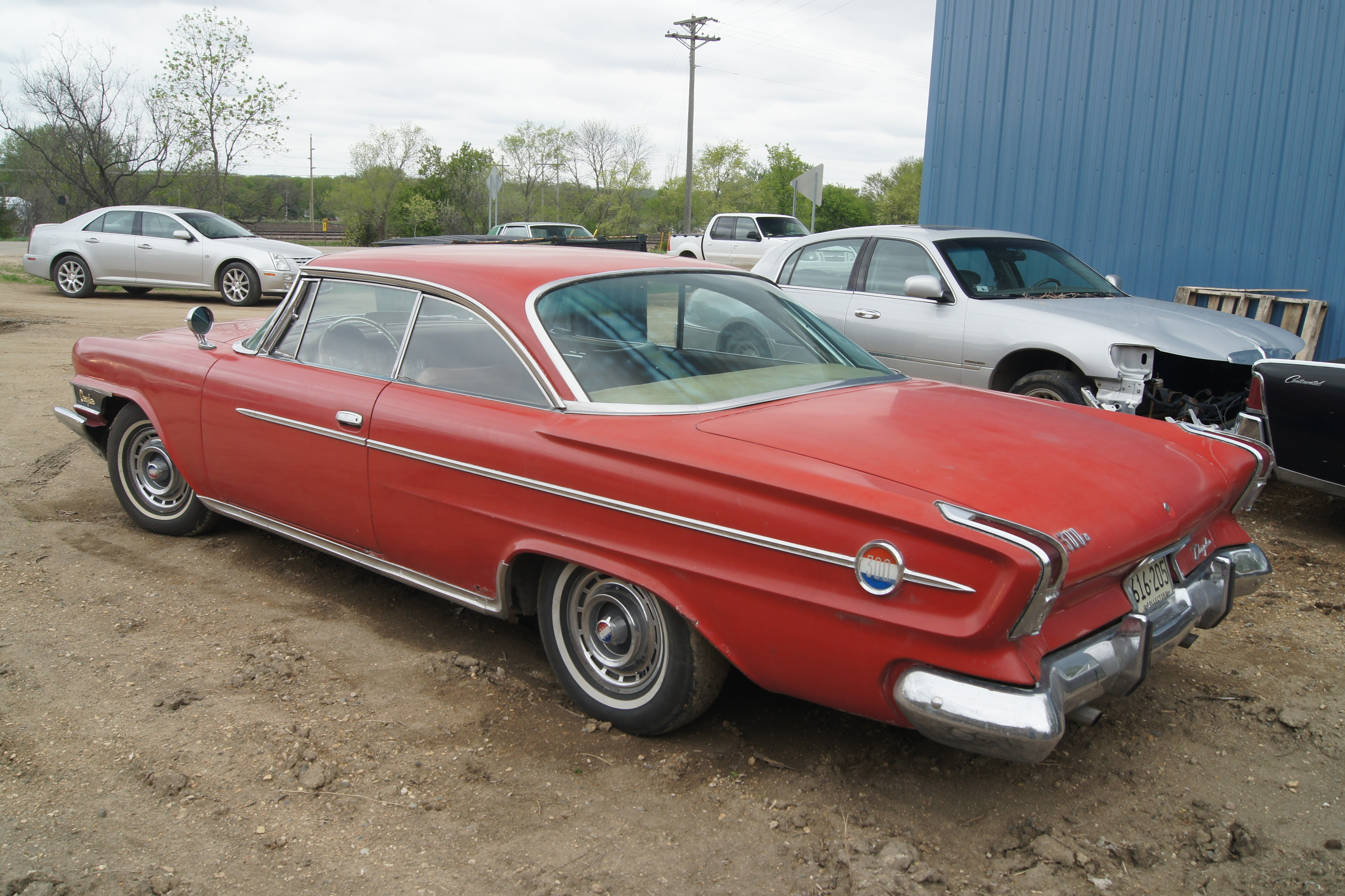

З 300H 1962 року плавники були урізані, так як вони займали унікальне місце в лінійці Chrysler; тепер вже була ціла спортивна серія Chrysler 300 (яка включала 4-дверний хардтоп, поряд з 2-дверним і кабріолетом), поряд з 300H. Ззовні була маленька різниця між 300H і спортивною серією 300 (за винятком значка «300H» на багажнику зі сторони водія), і багато особливостей 300H можна було замовити як опції на інші моделі. Під капотом 300H двигун «cross ram» став опцією, і відбувся поворот до встановлення рядного 300E з подвійним 4-камерним карбюратором як базового агрегату. З невеликим підвищенням потужності й на 300 фунтів (140 кг) легшим кузовом, 300H став швидшим від 300G, але втрата неповторності укупі з високими цінами зробили його роком з найнижчими продажами зі всіх, з проданими лише 435 купе і 135 кабріолетами. Регулярна серія 300 (без літер) використовувала 383 куб. дюймовий (6.3 л) двигун B.
Всі 300 для 1962 року були зменшені до кузова 122-дюймової колісної бази Chrysler Newport/Dodge 880.

## 1963: 300J
Подальше оновлення для 300J 1963 року (літера «I» була пропущена через те, що її б плутали з цифрою «1».) залишило автомобіль з гладкішим, більш кутастим виглядом 1960-х. (Який ділився з серіями Newport і New Yorker, цей дизайн кузова був останнім стилем під час перебування Вірджила Екснера на посту головного стиліста Крайслера.) Кабріолет серії з літерами був відкинений, залишивши хардтоп. Єдиним доступним двигуном був 413 куб. дюймовий (6.8 л) індукційний V8, зі збільшенням на 10 к. с. (7.5 кВт) з 1962 року. Оновлений і більш розкішний інтер’єр мав дивне квадратне кермо. 300J був швидшим за стандартний 300H попереднього року, з максимальною швидкістю в 142 милі/год. (229 км/год.), розгоном від 0 до 60 миль/год. за 8.0 секунд, і 15.8 секунд за подолання чверті милі на граничній швидкості у 89 миль/год. (143 км/год.). Продажі були надто слабкими, з виготовленими лише 400 автомобілями. Щодо 300 без літери, кабріолет 300 був офіційним автомобілем безпеки для Indianapolis 500-Mile Race 1963 року. Підсилювач керма був стандартом.

## 1964: 300K

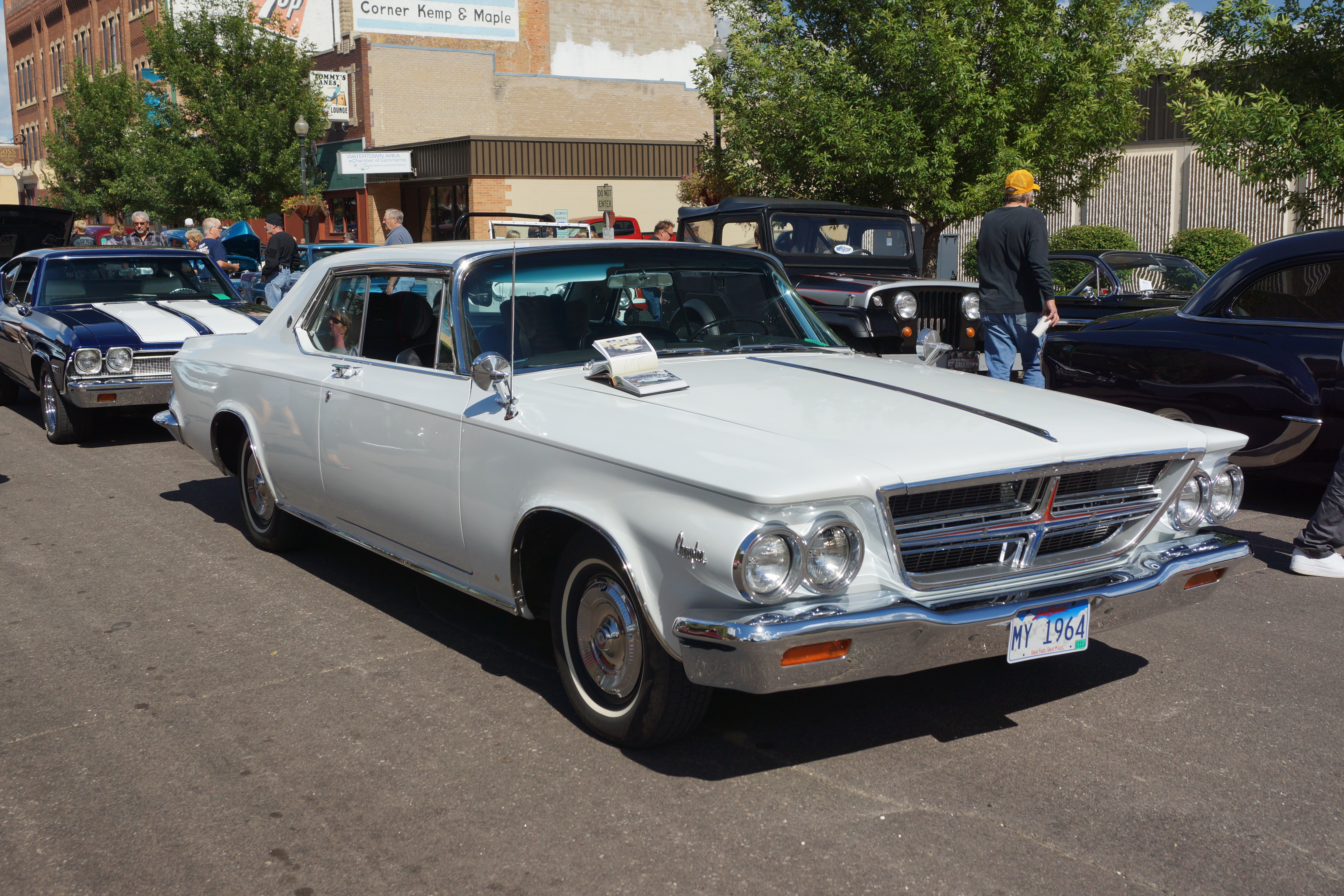
Модель 300K 1964 року

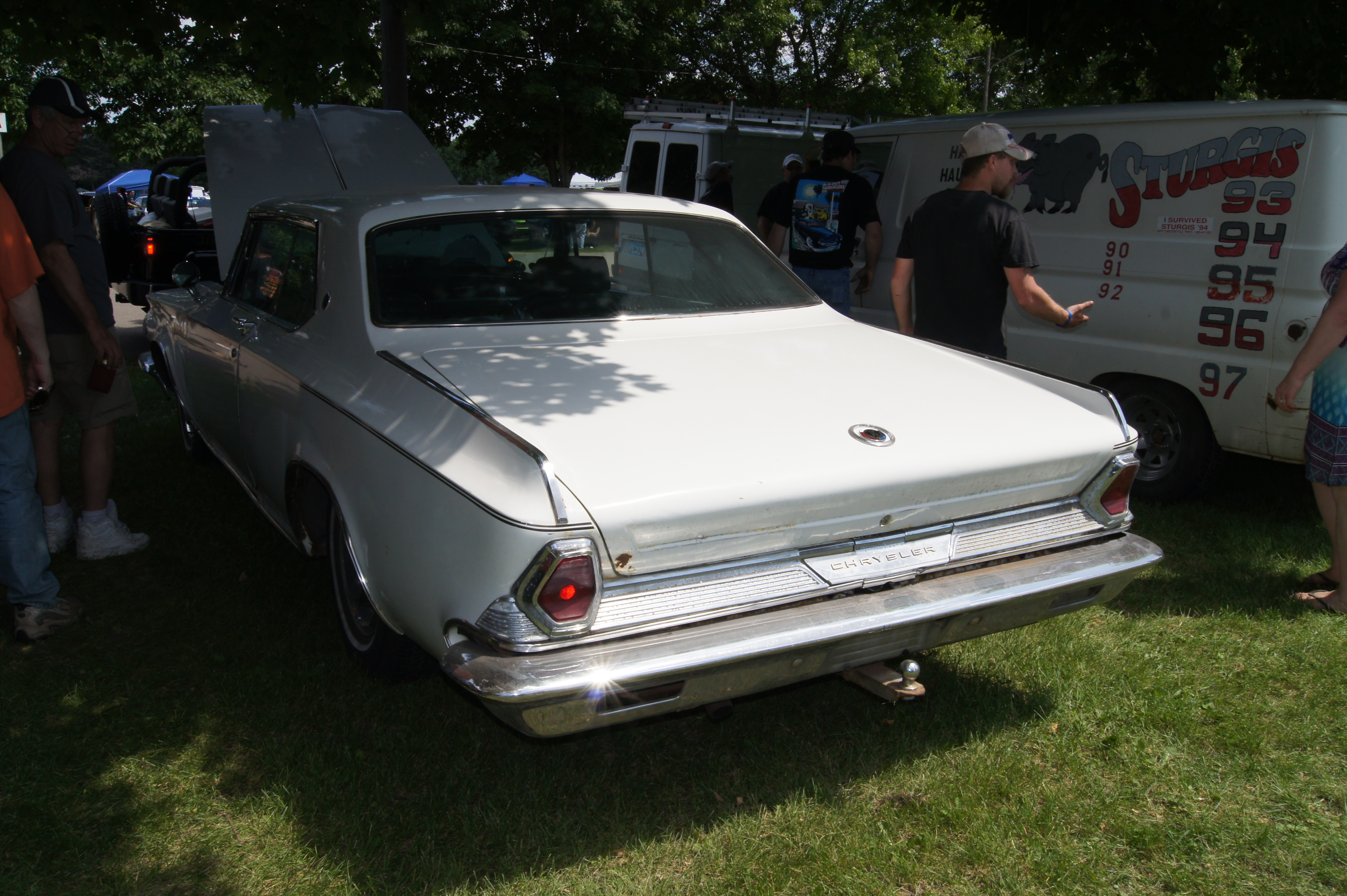

Кабріолет повернувся для 300K 1964 року, але двигун "cross-ram" став доступною опцією за додаткову плату лише на 300K. 413 куб. дюймовий (6.8 л) Wedge з одним картером AFB 3614S 4-камерним карбюратором, звичним впускним колектором, і 360 к. с. (270 кВт) був новим стандартним двигуном. Також шкіряна оббивка більше не була в стандарті. Все це знизило базову ціну більше, ніж на $1000, і продажі відповіли найвищими сумами за весь час; 3,022 купе і 625 кабріолетів. Центральна консоль була стандартом.

## 1965: 300L

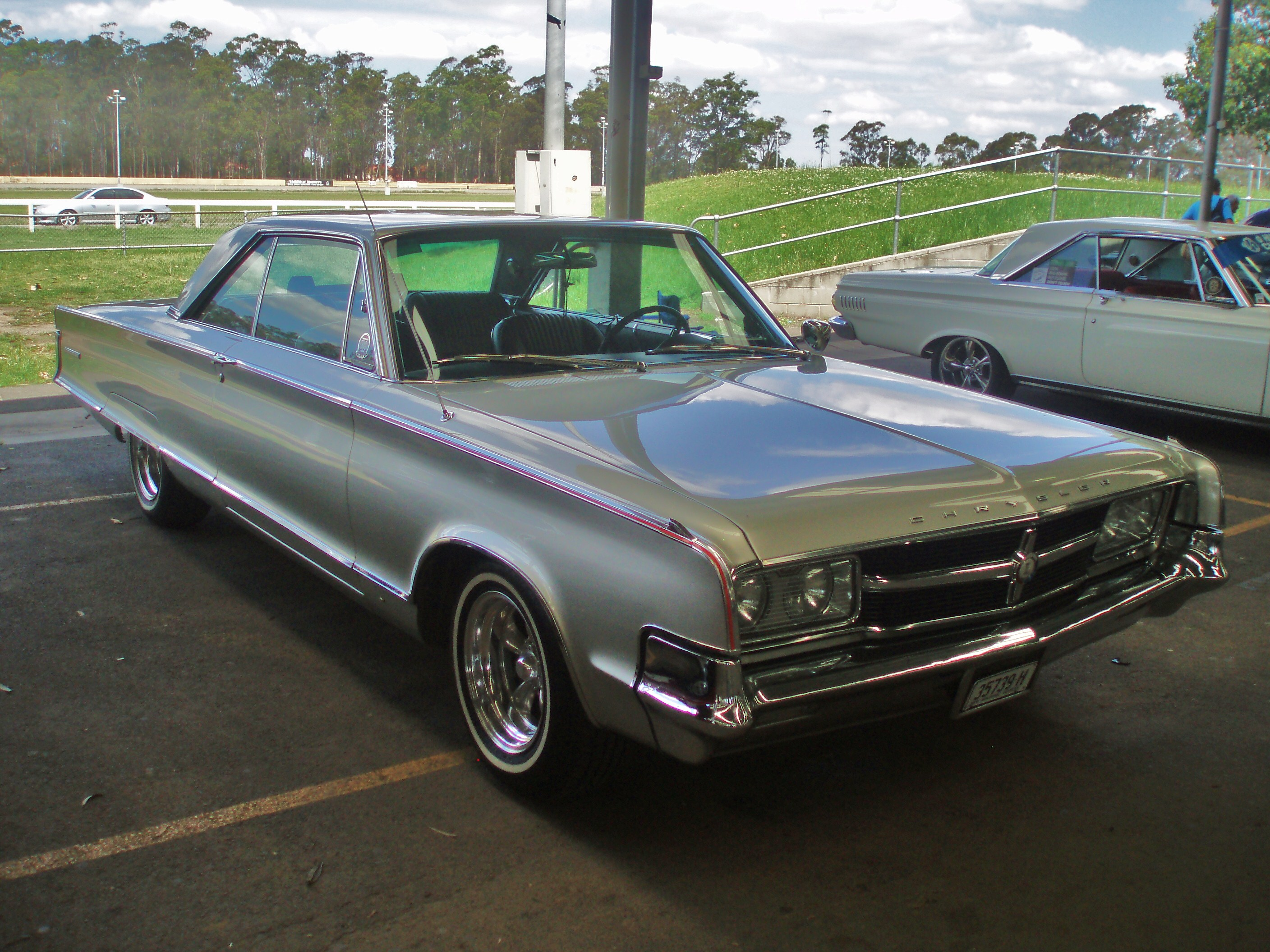
Модель 300L 1965 року

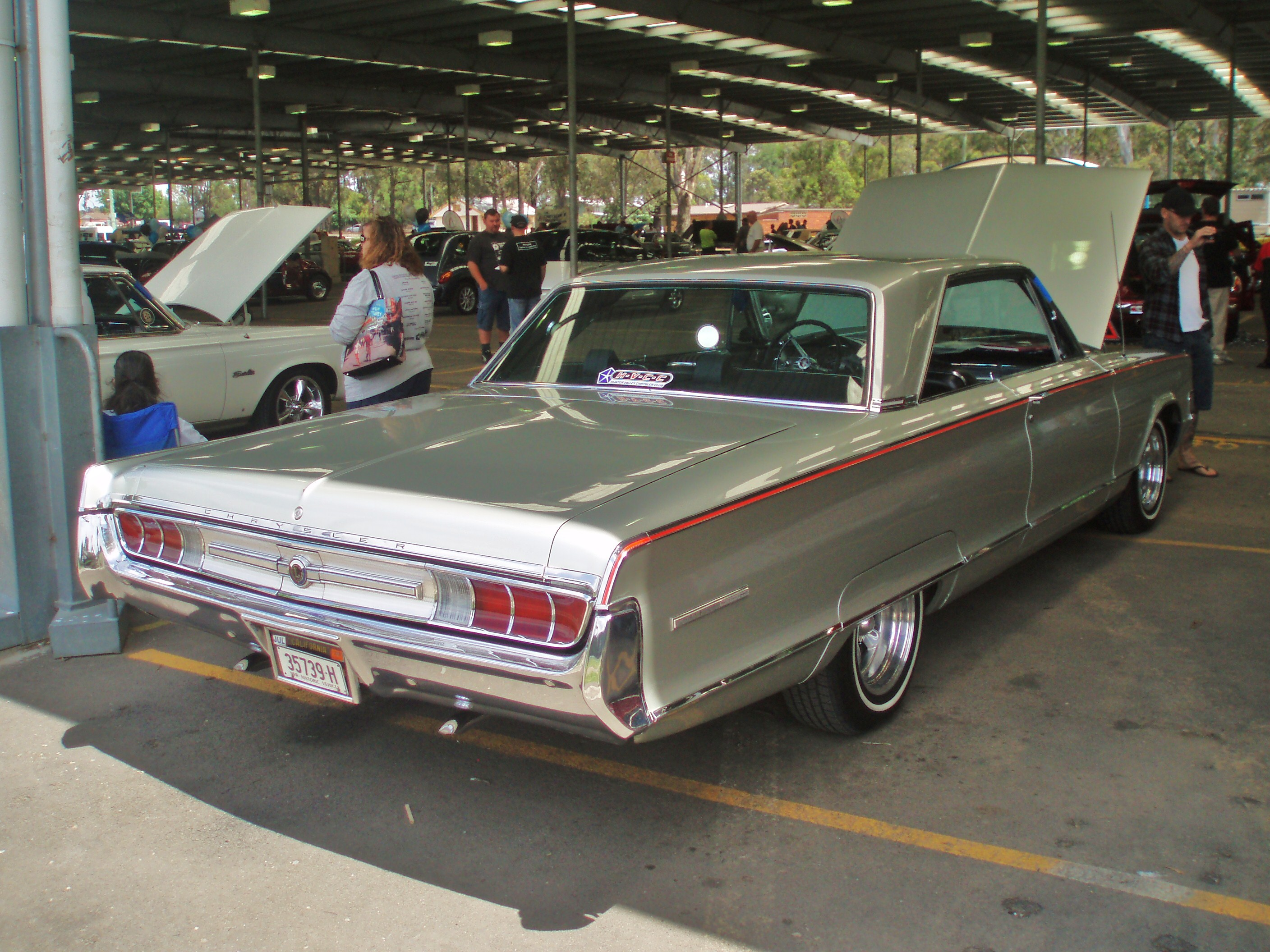

300L 1965 року був останнім в традиційній серії з літерами. Він мав повний рестайлинг з рубленими боками і високою «теплицею», які представив Елвуд Енджел, коли він замінив Вірджила Екснера на посту шеф-стиліста Chrysler. Це був лінійний вигляд, і панорамне вітрове скло, яке використовувалось з 1957 року, було відкинене. Двигун cross-ram більше не був доступним, залишивши 413 куб. дюймовий (6.8 л) двигун зі звичними карбюратором і впускним колектором в стандарті. Кожну особливість на 300L можна було замовити як опцію на звичайний 300; таким чином, єдиною різницею були значки «300L». В сумі було продано 2,405 купе і 440 кабріолетів.

## 1970: 300 Hurst

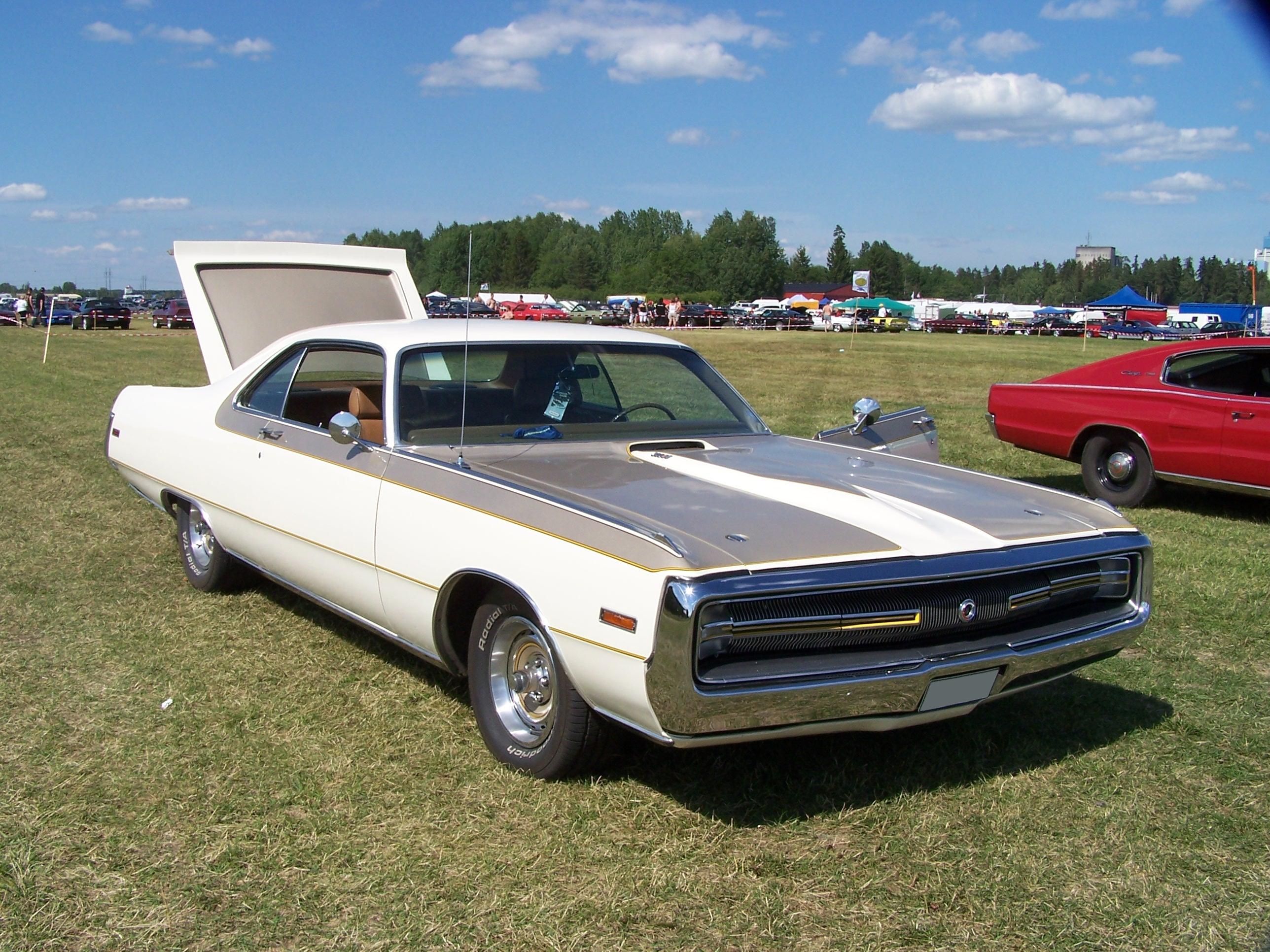
300 Hurst 1970 року

300 Hurst 1970 року вже не мав літери-суфікса в індексі, як його попередники, і з’явився через п’ять років після останнього Chrysler серії з літерами, 300L. Багато автомобільних істориків не вважають 300 Hurst моделлю серії з літерами. Однак, концепція автомобіля поєднується з автомобілями серії з літерами, так як це був високо модифікований варіант люксового 300, збудований із застосуванням додаткових запчастин виробництва Hurst Performance. Ймовірно, було виготовлено лише 501 автомобіль.

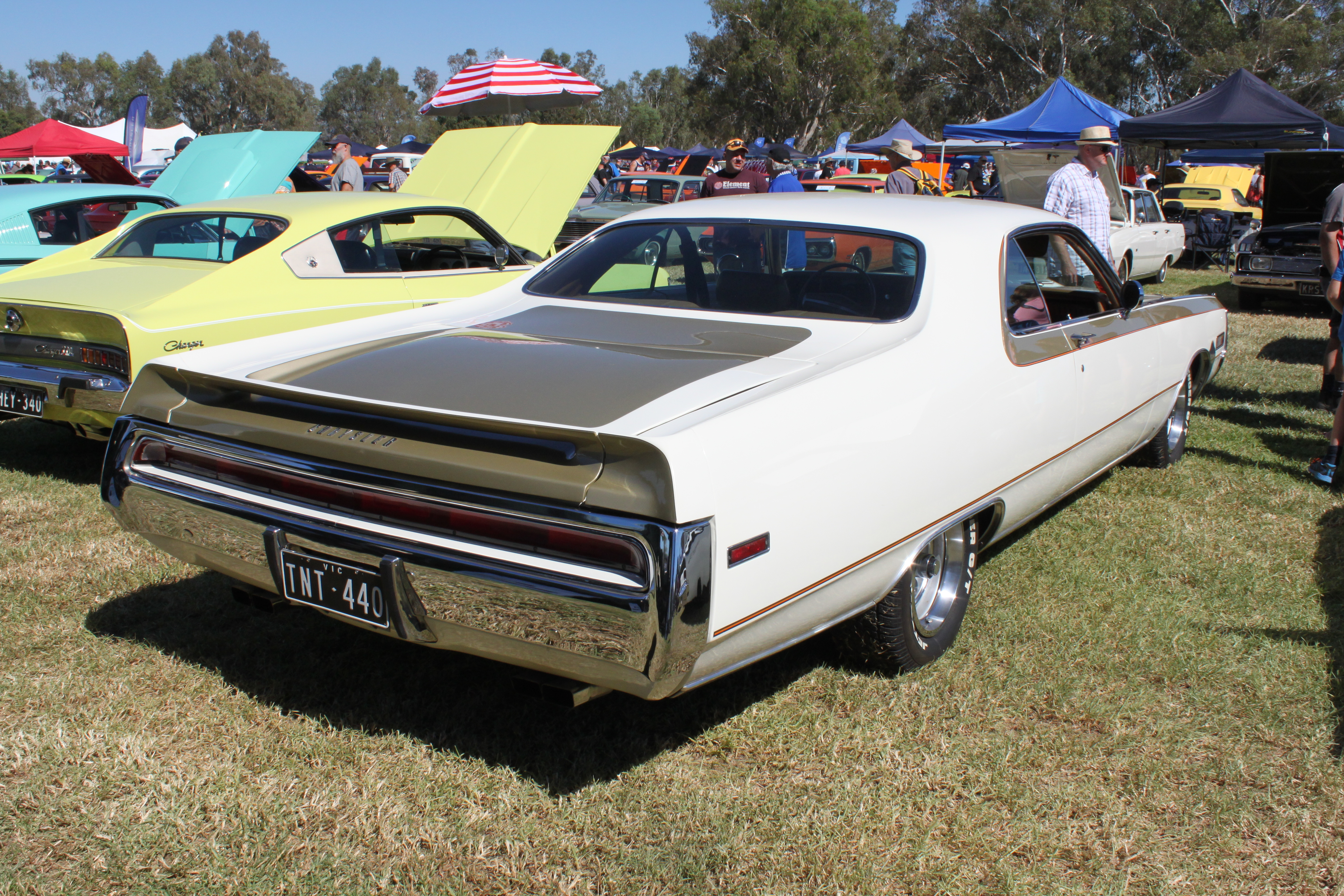

Модель 300 Hurst була виконана у фірмовому «фюзеляжному» стилі корпорації Крайслер кінця 1960-х — початку 1970-х рр., з візуально видовженим кузовом, за рахунок суцільно рівної поверхні бокової частини, без додаткових ліній, з характерними петельними бамперами, прихованими щитками передніми фарами та вписаним в площину заднього бамперу заднім ліхтарем. Всі моделі даної версії мали 2-дверні кузови і ділили схему спінакер білого і золотого кольорів, подібну до моделей дня Hurst на Oldsmobile і Pontiac. Капот з повітрозбірником і кришка багажника (з формованим спойлером) були зі скловолокна. Всі 300 Hurst мали шкіряні інтер’єри кольору сатинової засмаги, які були взяті з Imperial, і могли мати або на колонці керма, або на підлозі важіль автоматичної трансмісії 727. Всі мали 375 к. с. (280 кВт) 440 куб. дюймовий (7,2 л) 4-камерний двигун TNT V8. Дорожні тести показали результати одного авто з розгоном 0–60 миль/год. за 7.1 секунд і з 1⁄4 милі за 15.9 секунд. «Непогано для 4,100-фунтового (1,900 кг) авіаносця», твердили вони.
З проданої 501 одиниці, задокументовано, що один кабріолет використовувався як рекламний автомобіль Hurst, та інший, також кабріолет, ймовірно був оснащений дилером 426 куб. дюймовим (7.0 л) Hemi.

## Колекціонування
Всі справжні автомобілі серії з літерами визнані колекційними станом на 2005 рік, а ранні роки є набагато більш бажаними. C-300 і 300B, особливо в червоному/бордовому кольорах, стають щораз одними з найцінніших моделей зі всіх швидкісних машин 1950-х рр. через їх вишуканий стиль, високу продуктивність, і раритетність. Кабріолети від 300C по 300G є найбажанішими за ціною через їх дефіцитність і низькі показники виживаності; прихід автомобілів простої серії 300 у 1962 році робить наступні серії з літерами менш особливими і менш бажаними для колекціонерів.
На аукціоні в Robson Estate у Гейнесвіллі, Джорджіа, 13 листопада, 2010 року, продаж кабріолета 300F 1960 року, оснащеного заводським двигуном з 400 к. с. (298 кВт) і 4-ступеневою Pont-a-Mousson склав $437,250.
Був концепт-кар під назвою Chrysler 300, створений в 1991 році. Він включав кузов спорткара і двигун Viper. Його ніколи не виготовляли.
Серія 300 з літерами була відроджена в 1999 році на Chrysler 300M; але модель 300 2005 року є найближчою до оригіналу, із заднім приводом, і двигуном V8, який ще раз носив назву «Hemi».